# 随想舎
有限会社随想舎（ずいそうしゃ）は、栃木県宇都宮市に事務所を置く栃木県内唯一の出版社である。栃木県の歴史、地理、自然などや、栃木県の政治家であった田中正造に関連した書籍を刊行している。また自費出版物の編集、制作の他、編集プロダクションとして、定期刊行物等も手がけている。

## 沿革
- 1985年 - 編集工房随想舎として創業。
- 1986年 - 事務所を宇都宮市石井町から同市桜1-3-10に移転。自費出版に加えて企画出版も始める。
- 1990年 - 有限会社化し、有限会社随想舎となる。
- 1991年 - 事務所を宇都宮市材木町3-3に移転。
- 2008年 - 現在地に事務所を移転。
- 2015年 - 創立30周年。
- 2020年 - 創立35周年。